# Grand Prix Belgii 1998
Grand Prix Belgii 1998 (oryg. LVI Foster's Grand Prix de Belgique) – wyścig, będący trzynastą rundą Mistrzostw Świata Formuły 1 w sezonie 1998. Odbył się w dniach 28-30 sierpnia 1998 na torze Circuit de Spa-Francorchamps w Stavelot. Eliminację, odbywającą się przy obfitych opadach deszczu, ukończyło ośmiu kierowców.
Eliminacja ta zakończyła się dubletem zespołu Jordan – zwyciężył Damon Hill przed Ralfem Schumacherem. Podium uzupełnił Jean Alesi z Saubera. Zdobywca pole position, Mika Häkkinen z McLarena, z powodu kolizji z Johnnym Herbertem (Sauber) zakończył wyścig na pierwszym okrążeniu.
Runda została zapamiętana poprzez wypadek po pierwszym starcie. Wówczas David Coulthard uderzył swoim McLarenem w bandę i przeleciał na drugą stronę toru. Kierowcom irlandzkiej stajni i Estebanowi Tuero z Minardi udało się uniknąć kolizji z Coulthardem, natomiast pozostali nie byli w stanie na czas zatrzymać swoich pojazdów, uderzając w poprzedzające. Łącznie w karambolu wzięło udział trzynaście samochodów i był to największy karambol w historii Formuły 1.

## Opis weekendu wyścigowego

### Tło

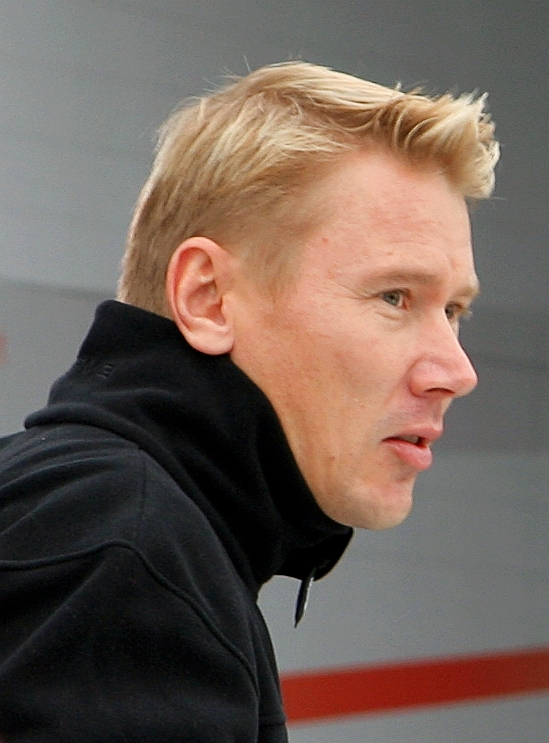
Mika Häkkinen, lider klasyfikacji generalnej

Po wyścigu o Grand Prix Węgier, w klasyfikacji kierowców prowadził Mika Häkkinen. Kierowca McLarena miał siedem punktów przewagi nad Michaelem Schumacherem z Ferrari i 29 punktów nad swoim kolegą zespołowym, Davidem Coulthardem. W klasyfikacji konstruktorów, na czele znajdował się McLaren (125 punktów) przed Ferrari (102 punkty) i Benettonem (32 punkty).
Przed rundą w Belgii, wszystkie zespoły, z wyjątkiem Tyrrella, przeprowadziły testy na wielu europejskich torach. McLaren testował zarówno na torze Monza, jak i na Silverstone. Na brytyjskim obiekcie obecne były także ekipy Williams, Arrows i Stewart, a najlepszy czas wykręcił kierowca testowy Williamsa, Juan Pablo Montoya. Ferrari testowało zarówno na torze Monza, jak i na swoim obiekcie w Maranello. Jordan wysłał kierowców do Monzy, gdzie najszybszy był David Coulthard. Ekipy Minardi i Sauber, dołączyły do Ferrari na tor Fiorano, podczas gdy zespoły Benetton i Prost pojechały odpowiednio na tory Circuit de Nevers Magny-Cours i Circuit de Catalunya, aby przeprowadzić prywatne testy.

### Sesje treningowe i kwalifikacje
Przed wyścigiem odbyły się trzy sesje treningowe; dwie w piątek i jedna w sobotę rano. Wszystkie sesje trwały godzinę. W pierwszej sesji treningowej, na pierwszych dwóch pozycjach znajdowali się kierowcy McLarena – lepszy okazał się Coulthard przed Häkkinenem. W pierwszej szóstce znaleźli się kierowcy Ferrari i Williamsa. Michael Schumacher i Eddie Irvine znaleźli się odpowiednio na trzeciej i piątej pozycji, natomiast Jacques Villeneuve i Heinz-Harald Frentzen zostali sklasyfikowani odpowiednio na czwartym i szóstym miejscu. W drugiej sesji treningowej najlepszy był Michael Schumacher, wyprzedzając Mikę Häkkinena i Davida Coultharda. Tuż za McLarenami, na czwartej pozycji został sklasyfikowany Damon Hill. Podczas drugiej sesji treningowej doszło do wypadku Villeneuve'a. Przy prędkości prawie 290 km/h, Kanadyjczyk wypadł na zakręcie Eau Rouge i uderzył w bandy opon. Sam kierowca określił ten wypadek jako "największy wypadek jaki mu się zdarzył w Formule 1". Sesja została wstrzymana na 25 minut. Villeneuve trafił do ośrodka medycznego przy torze, jednak kanadyjski kierowca nie odniósł poważnych obrażeń.
W trzeciej sesji treningowej, która odbyła się w sobotę, McLaren ponownie okazał się najszybszy, a Häkkinen i Coulthard zakończyli sesję na dwóch pierwszych miejscach. Trzeci był Damon Hill, a na czwartej pozycji znalazł się Jacques Villeneuve, który po piątkowym wypadku, korzystał z samochodu zapasowego. Na kolejnych dwóch miejscach uplasowali się kierowcy Ferrari, Michael Schumacher i Eddie Irvine. W czasie sesji, na zakręcie Eau Rouge doszło do wypadku Miki Salo z Arrowsa i został zabrany do szpitala na badania, jednak został dopuszczony do udziału w sesji kwalifikacyjnej.
Sesja kwalifikacyjna, podobnie jak sesje treningowe, trwały godzinę, w których kierowca, w ciągu dwunastu okrążeń musiał wykonać swoje najszybsze okrążenie. Pole position zdobył Mika Häkkinen, czyniąc to po raz dziewiąty w sezonie. Fin osiągnął wynik 1:48.682 i był szybszy od swojego partnera zespołowego o 0,163 sek. Kolejne dwie pozycje zdobyli Damon Hill i Michael Schumacher. Kierowca włoskiej stajni osiągnął czas 1:49.797, jednak sędziowie skasowali mu wynik, ponieważ Niemiec, w trakcie wywieszenia żółtej flagi, nie zwolnił tempa. Pomimo tego, wynik 1:50.027, dawał Schumacherowi czwartą pozycję. W pierwszej szóstce znaleźli się także Eddie Irvine i Jacques Villeneuve.

### Wyścig
W dniu wyścigu padał deszcz. W sesji rozgrzewkowej przed rozpoczęciem wyścigu, najszybszy okazał się Michael Schumacher, który z wynikiem 2:07.839, był szybszy od Irvine'a o 0,769 sek. Przed startem, David Coulthard jako reprezentant stowarzyszenia GPDA, rozmawiał z Charlie Whitingiem i prosił, aby rozpocząć wyścig za samochodem bezpieczeństwa. Dyrektor wyścigu odpowiedział, że podejmie decyzję w zależności od sytuacji. Kierowca McLarena ostrzegł, żeby rozpocząć wyścig za samochodem bezpieczeństwa, inaczej kierowcy nie wyjadą na tor, a on sam będzie jednym z nich.
Na starcie prowadził Häkkinen, jednak tuż za nim znajdowali się Villeneuve, Schumacher i Giancarlo Fisichella. Po wyjeździe z zakrętu La Source, będący za nimi Coulthard wpadł w poślizg, uderzył w bandy i przeleciał przez całą szerokość toru. I to właśnie Brytyjczyk spowodował reakcję łańcuchową. Frentzen, Alesi i Irvine gwałtownie się zatrzymali, natomiast pozostali kierowcy, poprzez brak widoczności, nie mieli szansy zareagować. Pozostałymi kierowcami byli Alexander Wurz (Benetton), Rubens Barrichello (Stewart), Johnny Herbert (Sauber), Olivier Panis, Jarno Trulli (obaj Prost), Mika Salo, Pedro Diniz (obaj Arrows), Toranosuke Takagi, Ricardo Rosset (obaj Tyrrell) i Shinji Nakano (Minardi). Wyścig został zatrzymany przed końcem pierwszego okrążenia, aby umożliwić usunięcie uszkodzonych samochodów i wyczyszczenie toru.
Ówczesne przepisy stanowiły, że w przypadku przerwania wyścigu w ciągu pierwszych dwóch okrążeń, start zostaje unieważniony i wyścig rozpoczyna się od nowa, przy pełnym dystansie wyścigu. W związku z tym, wszyscy kierowcy mogli wystartować ponownie, jednak nie wszyscy otrzymali drugą szansę. Każdy zespół posiadał jeden zapasowy samochód, lecz zespoły Stewart, Prost, Arrows i Tyrrell straciły oba samochody. Wskutek tego, nie wystartowali ponownie Barrichello, Salo, Rosset i Panis.
Drugie rozpoczęcie wyścigu miało miejsce godzinę po rozpoczęciu pierwszego startu. Po ponownym rozpoczęciu, Hill po raz pierwszy od Grand Prix Węgier 1997, objął prowadzenie w wyścigu. Tuż za nimi Mika Häkkinen i Michael Schumacher walczyli o drugą pozycję, jednak samochód fińskiego kierowcy obrócił się, a nadjeżdżający Johnny Herbert go zahaczył. Obaj kierowcy musieli zakończyć wyścig. Również podczas pierwszego okrążenia, doszło do zderzenia się Davida Coultharda i Alexandra Wurza. O ile Brytyjczyk mógł dalej kontynuować wyścig, dla kierowcy Benettona runda się skończyła. Na tor wyjechał samochód bezpieczeństwa, w celu zwolnienia tempa kierowców i usunięcia samochodu Häkkinena z toru. Na drugim okrążeniu, samochód bezpieczeństwa zjechał do alei serwisowej, a Hill w dalszym ciągu prowadził w wyścigu. Na ósmym okrążeniu, Schumacher wyprzedził Brytyjczyka na zakręcie Bus Stop i był liderem wyścigu. Swoją pozycję Niemiec zachował po pierwszych pit stopach kierowców i miał czterdzieści sekund przewagi nad Hillem. W tym czasie, na 16. okrążeniu, z wyścigu wycofał się Jacques Villeneuve.
Na 25. okrążeniu, na zakręcie Pouhon, Coulthard próbował przepuścić Schumachera, jednak przy słabej widoczności na torze, Schumacher uderzył prosto w tył McLarena i urwał przy tym prawe koło. Oba samochody znalazły się w alei serwisowej. Następnie Michael Schumacher udał się do stanowiska McLarena i krzyczał, że Coulthard "próbował go zabić". Po rozdzieleniu kierowców Ferrari i McLarena, Niemiec poszedł do sędziów, by zaprotestować. W trakcie wyścigu, stewardzi zastanawiali się nad jego protestem i uznali, że to incydent wyścigowy, natomiast zażądali wyjaśnień, dlaczego Schumacher wjechał w tył samochodu Coultharda, skoro Brytyjczyk zjechał na bok, aby go przepuścić. Kierowca McLarena powrócił do wyścigu, po tym jak założono mu nowe tylne skrzydło.

Mam zamiar wam coś przekazać i lepiej, abyście tego posłuchali. Jeżeli będziemy się ścigać ze sobą, możemy zakończyć ten wyścig z niczym, więc kieruję to do Eddiego (Jordana). Jeżeli nie będziemy rywalizować między sobą, pojawi się okazja do zdobycia pierwszego i drugiego miejsca, więc wybór należy do ciebie.

W wyniku wypadku Schumachera, Hill ponownie objął prowadzenie, mając za sobą swojego kolegę zespołowego, Ralfa Schumachera. Na tym samym okrążeniu swój wyścig zakończył Eddie Irvine i Ferrari nie miało już ani jednego kierowcy na torze. Na 26. okrążeniu, Giancarlo Fisichella wjechał w tył samochodu Shinji Nakano, urywając oba przednie koła i tylne skrzydło samochodu Japończyka. Samochód Fisichelli otarł się o krawędź alei serwisowej i zapalił się tuż po zatrzymaniu. Po raz kolejny doszło do wyjazdu samochodu bezpieczeństwa, a Hill wykorzystał przewagę i po raz drugi zjechał na pit-stop. Jednak tempo Brytyjczyka było wolniejsze od Ralfa Schumachera. Pod koniec wyścigu, Jordan zastosował team order i nakazał Schumacherowi, aby nie wyprzedzał Hilla. Pomimo tego, że Niemiec początkowo zignorował polecenia swojego inżyniera wyścigowego, ostatecznie potwierdził polecenie i skupił się na utrzymaniu drugiej pozycji.
Ostatecznie wyścig zakończył się dubletem zespołu Jordan – zwycięstwo odniósł Damon Hill przed Ralfem Schumacherem i Jeanem Alesi z Saubera. Dla Francuza było to ostatnie podium w karierze. Na punktowanych miejscach znaleźli się także Heinz-Harald Frentzen (Williams), Pedro Diniz (Arrows) i Jarno Trulli (Prost). Do mety także dojechali David Coulthard i Shinji Nakano, mający pięć okrążeń straty do Damona Hilla. Dla mistrza świata z 1996 było to 22. zwycięstwo w karierze i jednocześnie jego ostatnie. Dla ekipy Jordan Grand Prix, było to pierwsze z czterech zwycięstw w całej historii zespołu i był to pierwszy i jedyny dublet irlandzkiej stajni. Zespół odniósł zwycięstwo na torze, na którym Rubens Barrichello zdobył w 1994, pierwsze pole position dla Jordana i na którym Giancarlo Fisichella osiągnął drugą pozycję, przegrywając zeszłoroczny wyścig z Michaelem Schumacherem. Było to także drugie zwycięstwo dla Mugen-Hondy, która dostarczała swoje jednostki napędowe Jordanowi.

### Po wyścigu
Po zakończeniu wyścigu, Michael Schumacher zarzucił Eddiemu Jordanowi, że przez polecenie zespołowe, obrabował jego brata z pierwszego zwycięstwa w Formule 1. Ralf Schumacher swoją pierwszą wygraną zdobył podczas Grand Prix San Marino 2001, tym razem już w barwach Williamsa. 
Po wyścigu, Mika Häkkinen utrzymał swoją siedmiopunktową przewagę nad Michaelem Schumacherem. Zwycięzca wyścigu, Damon Hill awansował z dziewiątej na siódmą pozycję. Awans zanotowali także Ralf Schumacher (z jedenastej na dziesiątą pozycję) i Jean Alesi (z trzynastego na jedenaste miejsce). W klasyfikacji konstruktorów, McLaren nadal znajdował się przed Ferrari, jednak na trzecie miejsce wskoczył Williams, dzięki czwartej lokacie Frentzena. Zespoły Sauber i Stewart zamienili swoje pozycje odpowiednio na szóstą i ósmą. Do grona punktujących zespołów dołączył Prost.
Tydzień po wyścigu, Schumacher i Coulthard odbyli prywatne, półgodzinne spotkanie, podczas którego kierowcy pogodzili się. Schumacher stwierdził, że Coulthard "niczego złego nie zrobił na torze Spa". W czerwcu 2003, David Coulthard przyznał, że był winny kolizji z Michaelem Schumacherem. 

## Lista startowa
| Nr | Kierowca              | Zespół                       | Samochód       | Silnik               | Opony |
| -- | --------------------- | ---------------------------- | -------------- | -------------------- | ----- |
| 1  | Jacques Villeneuve    | Winfield Williams            | Williams FW20  | Mecachrome 3,0 V10   | G     |
| 2  | Heinz-Harald Frentzen | Winfield Williams            | Williams FW20  | Mecachrome 3,0 V10   | G     |
| 3  | Michael Schumacher    | Scuderia Ferrari Marlboro    | Ferrari F300   | Ferrari 3,0 V10      | G     |
| 4  | Eddie Irvine          | Scuderia Ferrari Marlboro    | Ferrari F300   | Ferrari 3,0 V10      | G     |
| 5  | Giancarlo Fisichella  | Mild Seven Benetton Playlife | Benetton B198  | Playlife 3,0 V10     | B     |
| 6  | Alexander Wurz        | Mild Seven Benetton Playlife | Benetton B198  | Playlife 3,0 V10     | B     |
| 7  | David Coulthard       | West McLaren Mercedes        | McLaren MP4/13 | Mercedes 3,0 V10     | B     |
| 8  | Mika Häkkinen         | West McLaren Mercedes        | McLaren MP4/13 | Mercedes 3,0 V10     | B     |
| 9  | Damon Hill            | Benson & Hedges Jordan       | Jordan 198     | Mugen-Honda 3,0 V10  | G     |
| 10 | Ralf Schumacher       | Benson & Hedges Jordan       | Jordan 198     | Mugen-Honda 3,0 V10  | G     |
| 11 | Olivier Panis         | Gauloises Prost Peugeot      | Prost AP01     | Peugeot 3,0 V10      | B     |
| 12 | Jarno Trulli          | Gauloises Prost Peugeot      | Prost AP01     | Peugeot 3,0 V10      | B     |
| 14 | Jean Alesi            | Red Bull Sauber Petronas     | Sauber C17     | Petronas 3,0 V10     | G     |
| 15 | Johnny Herbert        | Red Bull Sauber Petronas     | Sauber C17     | Petronas 3,0 V10     | G     |
| 16 | Pedro Diniz           | Danka Zepter Arrows          | Arrows A19     | Arrows 3,0 V10       | B     |
| 17 | Mika Salo             | Danka Zepter Arrows          | Arrows A19     | Arrows 3,0 V10       | B     |
| 18 | Rubens Barrichello    | HSBC Stewart Ford            | Stewart SF2    | Ford Zetec-R 3,0 V10 | B     |
| 19 | Jos Verstappen        | HSBC Stewart Ford            | Stewart SF2    | Ford Zetec-R 3,0 V10 | B     |
| 20 | Ricardo Rosset        | PIAA Tyrrell                 | Tyrrell 026    | Ford Zetec-R 3,0 V10 | G     |
| 21 | Toranosuke Takagi     | PIAA Tyrrell                 | Tyrrell 026    | Ford Zetec-R 3,0 V10 | G     |
| 22 | Shinji Nakano         | Fondmetal Minardi Team       | Minardi M198   | Ford Zetec-R 3,0 V10 | B     |
| 23 | Esteban Tuero         | Fondmetal Minardi Team       | Minardi M198   | Ford Zetec-R 3,0 V10 | B     |
| Nr | Kierowca              | Zespół                       | Samochód       | Silnik               | Opony |

## Wyniki

### Kwalifikacje
| P  | Nr | Kierowca              | Konstruktor(-silnik) | Opony | Czas     | Odstęp   | Strata   |
| -- | -- | --------------------- | -------------------- | ----- | -------- | -------- | -------- |
| 1  | 8  | Mika Häkkinen         | McLaren-Mercedes     | B     | 1:48.682 | -        | -        |
| 2  | 7  | David Coulthard       | McLaren-Mercedes     | B     | 1:48.845 | 0:00.163 | 0:00.163 |
| 3  | 9  | Damon Hill            | Jordan-Mugen-Honda   | G     | 1:49.728 | 0:00.883 | 0:01.046 |
| 4  | 3  | Michael Schumacher    | Ferrari              | G     | 1:50.027 | 0:00.299 | 0:01.345 |
| 5  | 4  | Eddie Irvine          | Ferrari              | G     | 1:50.189 | 0:00.162 | 0:01.507 |
| 6  | 1  | Jacques Villeneuve    | Williams-Mecachrome  | G     | 1:50.204 | 0:00.015 | 0:01.522 |
| 7  | 5  | Giancarlo Fisichella  | Benetton-Playlife    | B     | 1:50.462 | 0:00.258 | 0:01.780 |
| 8  | 10 | Ralf Schumacher       | Jordan-Mugen-Honda   | G     | 1:50.501 | 0:00.039 | 0:01.819 |
| 9  | 2  | Heinz-Harald Frentzen | Williams-Mecachrome  | G     | 1:50.686 | 0:00.185 | 0:02.004 |
| 10 | 14 | Jean Alesi            | Sauber-Petronas      | G     | 1:51.189 | 0:00.503 | 0:02.507 |
| 11 | 6  | Alexander Wurz        | Benetton-Playlife    | B     | 1:51.648 | 0:00.459 | 0:02.966 |
| 12 | 15 | Johnny Herbert        | Sauber-Petronas      | G     | 1:51.851 | 0:00.203 | 0:03.169 |
| 13 | 12 | Jarno Trulli          | Prost-Peugeot        | B     | 1:52.572 | 0:00.721 | 0:03.890 |
| 14 | 18 | Rubens Barrichello    | Stewart-Ford         | B     | 1:52.670 | 0:00.098 | 0:03.988 |
| 15 | 11 | Olivier Panis         | Prost-Peugeot        | B     | 1:52.784 | 0:00.114 | 0:04.102 |
| 16 | 16 | Pedro Diniz           | Arrows               | B     | 1:53.037 | 0:00.253 | 0:04.355 |
| 17 | 19 | Jos Verstappen        | Stewart-Ford         | B     | 1:53.149 | 0:00.112 | 0:04.467 |
| 18 | 17 | Mika Salo             | Arrows               | B     | 1:53.207 | 0:00.058 | 0:04.525 |
| 19 | 21 | Toranosuke Takagi     | Tyrrell-Ford         | G     | 1:53.237 | 0:00.030 | 0:04.555 |
| 20 | 20 | Ricardo Rosset        | Tyrrell-Ford         | G     | 1:54.850 | 0:01.613 | 0:06.168 |
| 21 | 22 | Shinji Nakano         | Minardi-Ford         | B     | 1:55.084 | 0:00.234 | 0:06.402 |
| 22 | 23 | Esteban Tuero         | Minardi-Ford         | B     | 1:55.520 | 0:00.436 | 0:06.838 |
| P  | Nr | Kierowca              | Konstruktor(-silnik) | Opony | Czas     | Odstęp   | Strata   |

### Wyścig
| Legenda oznaczeń w tabelach wyników Wyświetl szablon na nowej stronie | Legenda oznaczeń w tabelach wyników Wyświetl szablon na nowej stronie                                                                     |
| Oznaczenie                                                            | Wyjaśnienie |
| --------------------------------------------------------------------- | --- |
| Złoty                                                                 | Zwycięzca lub mistrzostwo |
| Srebrny                                                               | 2. miejsce lub wicemistrzostwo |
| Brązowy                                                               | 3. miejsce lub II wicemistrzostwo |
| Zielony                                                               | Ukończył, punktował (w klasyfikacji generalnej, gdy zdobył co najmniej jeden punkt na przestrzeni sezonu, poza trzema powyższymi opcjami) |
| Niebieski                                                             | Ukończył, nie punktował (w klasyfikacji generalnej, gdy nie zdobył co najmniej jednego punktu na przestrzeni sezonu)                      |
| Czerwony                                                              | Nie zakwalifikował się (NZ) |
| Czerwony                                                              | Nie prekwalifikował się (NPK) |
| Różowy                                                                | Nie ukończył (NU) |
| Różowy                                                                | Niesklasyfikowany (NS) (w klasyfikacji generalnej, gdy nie został sklasyfikowany w żadnym wyścigu sezonu)                                 |
| Czarny                                                                | Zdyskwalifikowany (DK) |
| Czarny                                                                | Wykluczony (WYK/EX) |
| Biały                                                                 | Nie wystartował (NW) |
| Biały                                                                 | Kontuzjowany (K/INJ) |
| Biały                                                                 | Wyścig odwołany (OD/C) |
| Bez koloru                                                            | Został wycofany (WYC/WD) |
| Bez koloru                                                            | Nie przybył (NP/DNA) |
| Bez koloru                                                            | Nie brał udziału w treningach (NT/DNP) |
| Bez koloru                                                            | Nie został zgłoszony (–) |
| Pogrubienie                                                           | Start z pole position |
| Kursywa                                                               | Najszybsze okrążenie wyścigu |
| †                                                                     | Nie ukończył, ale jego rezultat został zaliczony ze względu na przejechanie więcej niż 90% dystansu wyścigu.                              |
| *                                                                     | Sezon w trakcie |
| 1/2/3                                                                 | Punktowana pozycja w sprincie kwalifikacyjnym                                                                                             |
| Lista systemów punktacji Formuły 1                                    | |

| P                                                     | Nr | Kierowca | Konstruktor           | Opony               | Okr. | Czas / Strata | Komentarz   |                                                  |
| ----------------------------------------------------- | -- | -------- | --------------------- | ------------------- | ---- | ------------- | ----------- | ------------------------------------------------ |
| 1                                                     |    | 9        | Damon Hill            | Jordan-Mugen-Honda  | G    | 44            | 1h43:47.407 |                                                  |
| 2                                                     |    | 10       | Ralf Schumacher       | Jordan-Mugen-Honda  | G    | 44            | +0.932      |                                                  |
| 3                                                     |    | 14       | Jean Alesi            | Sauber-Petronas     | G    | 44            | +7.240      |                                                  |
| 4                                                     |    | 2        | Heinz-Harald Frentzen | Williams-Mecachrome | G    | 44            | +32.243     |                                                  |
| 5                                                     |    | 16       | Pedro Diniz           | Arrows              | B    | 44            | +51.682     |                                                  |
| 6                                                     |    | 12       | Jarno Trulli          | Prost-Peugeot       | B    | 42            | -2 okr.     | [ a ]                                            |
| 7                                                     |    | 7        | David Coulthard       | McLaren-Mercedes    | B    | 39            | -5 okr.     |                                                  |
| 8                                                     |    | 22       | Shinji Nakano         | Minardi-Ford        | B    | 39            | -5 okr.     |                                                  |
| Niesklasyfikowani                                     |    |          |                       |                     |      |               |             |                                                  |
|                                                       |    | 5        | Giancarlo Fisichella  | Benetton-Playlife   | B    | 26            |             | kolizja z Shinji Nakano                          |
|                                                       |    | 3        | Michael Schumacher    | Ferrari             | G    | 25            |             | kolizja z Davidem Coulthardem                    |
|                                                       |    | 4        | Eddie Irvine          | Ferrari             | G    | 25            |             | wypadł z toru                                    |
|                                                       |    | 23       | Esteban Tuero         | Minardi-Ford        | B    | 17            |             | skrzynia biegów                                  |
|                                                       |    | 1        | Jacques Villeneuve    | Williams-Mecachrome | G    | 16            |             | wypadł z toru                                    |
|                                                       |    | 21       | Toranosuke Takagi     | Tyrrell-Ford        | G    | 10            |             | wypadł z toru                                    |
|                                                       |    | 19       | Jos Verstappen        | Stewart-Ford        | B    | 8             |             | silnik                                           |
|                                                       |    | 6        | Alexander Wurz        | Benetton-Playlife   | B    | 0             |             | kolizja z Davidem Coulthardem, układ kierowniczy |
|                                                       |    | 8        | Mika Häkkinen         | McLaren-Mercedes    | B    | 0             |             | kolizja z Johnnym Herbertem                      |
|                                                       |    | 15       | Johnny Herbert        | Sauber-Petronas     | G    | 0             |             | kolizja z Miką Häkkinenem                        |
| Nie wystartowali / niedopuszczeni do ponownego startu |    |          |                       |                     |      |               |             |                                                  |
|                                                       |    | 18       | Rubens Barrichello    | Stewart-Ford        | B    | 0             |             | wypadek podczas pierwszego startu                |
|                                                       |    | 11       | Olivier Panis         | Prost-Peugeot       | B    | 0             |             | wypadek podczas pierwszego startu                |
|                                                       |    | 17       | Mika Salo             | Arrows              | B    | 0             |             | wypadek podczas pierwszego startu                |
|                                                       |    | 20       | Ricardo Rosset        | Tyrrell-Ford        | G    | 0             |             | wypadek podczas pierwszego startu                |
| P                                                     | Nr | Kierowca | Konstruktor           | Opony               | Okr. | Czas / Strata | Komentarz   |                                                  |

### Najszybsze okrążenie
| Nr | Kierowca           | Konstruktor | Czas     | Okr. |
| -- | ------------------ | ----------- | -------- | ---- |
| 3  | Michael Schumacher | Ferrari     | 2:03,766 | 9    |

## Prowadzenie w wyścigu
| Nr                              | Kierowca           | Okrążenia  | Suma |
| ------------------------------- | ------------------ | ---------- | ---- |
| 9                               | Damon Hill         | 1-7, 25-44 | 28   |
| 3                               | Michael Schumacher | 8-25       | 16   |
| \| Wykres \| \| ------ \| \| \| |                    |            |      |
| Wykres                          |                    |            |      |
|                                 |                    |            |      |

## Klasyfikacja po wyścigu

### Kierowcy
| P  | +/− | Kierowca              | Starty | Punkty | P1 | P2 | P3 | PP | NO | NS |
| -- | --- | --------------------- | ------ | ------ | -- | -- | -- | -- | -- | -- |
| 1  | 0   | Mika Häkkinen         | 13     | 77     | 6  | 2  | 1  | 9  | 4  | 3  |
| 2  | 0   | Michael Schumacher    | 13     | 70     | 5  | 1  | 3  | -  | 5  | 2  |
| 3  | 0   | David Coulthard       | 13     | 48     | 1  | 6  | -  | 3  | 3  | 3  |
| 4  | 0   | Eddie Irvine          | 13     | 32     | -  | 1  | 5  | -  | -  | 3  |
| 5  | 0   | Jacques Villeneuve    | 13     | 20     | -  | -  | 2  | -  | -  | 2  |
| 6  | 0   | Alexander Wurz        | 13     | 17     | -  | -  | -  | -  | 1  | 3  |
| 7  | +2  | Damon Hill            | 13     | 16     | 1  | -  | -  | -  | -  | 5  |
| 8  | −-1 | Giancarlo Fisichella  | 13     | 15     | -  | 2  | -  | 1  | -  | 5  |
| 9  | −-1 | Heinz-Harald Frentzen | 13     | 13     | -  | -  | 1  | -  | -  | 4  |
| 10 | +1  | Ralf Schumacher       | 13     | 10     | -  | 1  | -  | -  | -  | 5  |
| 11 | +2  | Jean Alesi            | 13     | 7      | -  | -  | 1  | -  | -  | 4  |
| 12 | −-2 | Rubens Barrichello    | 13     | 4      | -  | -  | -  | -  | -  | 9  |
| 13 | −-1 | Mika Salo             | 13     | 3      | -  | -  | -  | -  | -  | 9  |
| 14 | +1  | Pedro Diniz           | 13     | 3      | -  | -  | -  | -  | -  | 8  |
| 15 | −-1 | Johnny Herbert        | 13     | 1      | -  | -  | -  | -  | -  | 6  |
| 16 | +4  | Jarno Trulli          | 13     | 1      | -  | -  | -  | -  | -  | 8  |
| 17 | −-1 | Jan Magnussen         | 7      | 1      | -  | -  | -  | -  | -  | 4  |
| 18 | −-1 | Shinji Nakano         | 13     | -      | -  | -  | -  | -  | -  | 4  |
| 19 | −-1 | Ricardo Rosset        | 9      | -      | -  | -  | -  | -  | -  | 6  |
| 20 | −-1 | Esteban Tuero         | 13     | -      | -  | -  | -  | -  | -  | 10 |
| 21 | 0   | Toranosuke Takagi     | 13     | -      | -  | -  | -  | -  | -  | 7  |
| 22 | 0   | Olivier Panis         | 13     | -      | -  | -  | -  | -  | -  | 7  |
| 23 | 0   | Jos Verstappen        | 6      | -      | -  | -  | -  | -  | -  | 4  |
| P  | +/− | Kierowca              | Starty | Punkty | P1 | P2 | P3 | PP | NO | NS |

### Konstruktorzy
| P  | +/− | Konstruktor         | Starty | Punkty | P1 | P2 | P3 | PP | NO | NS |
| -- | --- | ------------------- | ------ | ------ | -- | -- | -- | -- | -- | -- |
| 1  | 0   | McLaren-Mercedes    | 26     | 125    | 7  | 8  | 1  | 12 | 7  | 6  |
| 2  | 0   | Ferrari             | 26     | 102    | 5  | 2  | 8  | -  | 5  | 5  |
| 3  | +1  | Williams-Mecachrome | 26     | 33     | -  | -  | 3  | -  | -  | 6  |
| 4  | −-1 | Benetton-Playlife   | 26     | 32     | -  | 2  | -  | 1  | 1  | 8  |
| 5  | 0   | Jordan-Mugen-Honda  | 26     | 26     | 1  | 1  | -  | -  | -  | 10 |
| 6  | +2  | Sauber-Petronas     | 26     | 8      | -  | -  | 1  | -  | -  | 10 |
| 7  | 0   | Arrows              | 26     | 6      | -  | -  | -  | -  | -  | 17 |
| 8  | −-2 | Stewart-Ford        | 26     | 5      | -  | -  | -  | -  | -  | 17 |
| 9  | +2  | Prost-Peugeot       | 26     | 1      | -  | -  | -  | -  | -  | 15 |
| 10 | −-1 | Minardi-Ford        | 26     | -      | -  | -  | -  | -  | -  | 14 |
| 11 | −-1 | Tyrrell-Ford        | 22     | -      | -  | -  | -  | -  | -  | 13 |
| P  | +/− | Konstruktor         | Starty | Punkty | P1 | P2 | P3 | PP | NO | NS |